# Acanthamöbiasis
Acanthamöbiasis ist eine weltweit verbreitete Erkrankung, deren Erreger Acanthamöben (Acantamoeba sp.) sind. Sie tritt als Granulomatöse Amöben-Encephalitis (GAE) oder Acanthamöbenkeratitis auf.

## Infektion
Ausgelöst wird die Krankheit durch Acanthamöben, die über Hautläsionen in den Körper eintreten, sich über das Blutsystem verbreiten und das Zentralnervensystem befallen können. Ebenso besteht die Möglichkeit, dass die Lunge zum Eintritt in den Körper genutzt wird (GAE). Tritt die Krankheit im Auge auf, ist dies in der Regel auf mit dem Erreger kontaminierte weiche Kontaktlinsen zurückzuführen (Acanthamöbenkeratitis), oft in Zusammenhang mit einem Trauma und feuchter Umgebung.

## Symptome
Die Inkubationszeit bei GAE kann zwischen zwei Wochen und mehreren Monaten betragen. Nach einem eher schleichenden Beginn ist die Krankheit durch Gedächtnisstörungen, zerebrale Krampfanfälle oder Fieber und Kopfschmerzen, sowie halbseitige Körperlähmung gekennzeichnet. Wenige Tage bis Monate nach Ausbrechen der Krankheit kann der Tod eintreten.
Bei der Acanthamöben-Keratitis tritt zunächst ein Fremdkörpergefühl im Auge auf. Es kommt zu einem akuten Beginn mit kaum erträglichen schubweise einschießenden Schmerzen, Augentränen sowie Lidkrämpfen und verschwommenem Sehen, wobei die Symptome intervallartig auftreten und verschwinden können. Der Visus wird über Wochen kontinuierlich schlechter. Eine fortschreitende Erkrankung führt zu einer Entzündung des Auges und erhöhtem Augendruck. Bei der Untersuchung findet sich ein Hornhautulkus ohne schleimigen Belag, eine ringförmige zentrale Hornhauttrübung (in diesem Bereich geschwollen) mit darüberliegender Erosion.

## Therapie
Es ist nicht viel über eine Therapie von GAE bekannt, da eine entsprechende Diagnose oft erst nach dem Tod durch Hirnbiopsien gestellt wird. Es gibt aber Präparate, die in vitro Wirkung zeigen (so vor allem Pentamidin, Ketoconazol und Flucytosin). Einzelne Herde können neurochirurgisch entfernt werden. Unterstützend kann dem erhöhten Hirndruck medikamentös oder operativ entgegengewirkt werden. Die Acanthamöben-Keratitis kann früh erkannt werden. Als lokale Therapeutika stehen Miconazol, Propamidin und Pentamidine zur Verfügung.